# Толис, Лола
Лола Толис (тадж. Лола Пӯлодова Толис, род. 1954, Душанбе, Таджикская ССР) — таджикский композитор и педагог, внёсшая значительный вклад в развитие музыкальной культуры Таджикистана и стран СНГ.

## Ранние годы и образование
Лола Толис родилась в 1954 году в Душанбе, столице Таджикской ССР, в семье известного таджикского поэта и писателя Пулода Толиса. С раннего детства она была окружена творческой атмосферой, что способствовало развитию её музыкальных способностей. Её родители поддерживали интерес к музыке, и это стало основой для её будущей карьеры.
В 1974 году Лола Толис окончила теоретическое отделение музыкальной школы в Душанбе. Её музыкальные способности и теоретические знания были замечены преподавателями, что помогло ей поступить в престижную Московскую государственную консерваторию имени П. И. Чайковского. Там она обучалась на факультете теории и композиции под руководством известного композитора Тихона Хренникова, который оказал значительное влияние на её творческий путь. Учёба в консерватории способствовала формированию уникального стиля Лолы Толис, сочетающего европейские классические традиции с таджикскими народными мотивами.

## Карьера и преподавательская деятельность
После окончания консерватории в 1980 году Лола Толис вернулась в Таджикистан, где начала активную преподавательскую деятельность. В 1982 году она стала членом Союза композиторов Таджикистана, а в дальнейшем возглавила кафедру композиции, инструментовки и чтения партитуры в Таджикской национальной консерватории имени Т. Сатторова. Её вклад в музыкальное образование в Таджикистане неоценим: под её руководством было подготовлено множество молодых композиторов и музыкантов, которые добились значительных успехов.
С 2004 года Лола Толис занимала должность профессора в консерватории, а с 2009 года возглавляла кафедру композиции. Её ученики становились лауреатами как национальных, так и международных конкурсов, что свидетельствует о высоком уровне её педагогической работы. Помимо преподавания, Лола Толис активно принимала участие в культурной жизни республики, являлась членом жюри различных музыкальных конкурсов в России, Казахстане и Узбекистане.

## Творчество и вклад в музыку
Лола Толис является автором ряда камерных, симфонических и вокальных произведений, которые отражают богатую культуру Таджикистана. Её музыка сочетает элементы классической европейской музыки с таджикскими народными мелодиями и ритмами, что делает её уникальной. В её произведениях прослеживается глубокий анализ таджикского музыкального фольклора, который находит воплощение в инновационных аранжировках народных мотивов.

### Основные произведения
- «Ҷоми Хайём» (1980) — вокально-симфонический цикл на рубаи Омара Хайяма и Лоика Шерали для баритона и симфонического оркестра. Это произведение получило широкое признание благодаря глубокому смысловому содержанию и уникальной аранжировке восточных мотивов.
- «Маком-вариации» для скрипки и фортепиано (1985) — произведение, использующее элементы традиционного таджикского жанра маком в современной интерпретации.
- Соната для фортепиано (1977) — раннее произведение, в котором композитор экспериментирует с формой и гармонией, вдохновляясь классическими европейскими образцами.
- Обработки таджикских народных песен — серия аранжировок народных мелодий для фортепиано и камерных ансамблей, ставшая популярной среди таджикских исполнителей.
- Кантата «Праздник весны» (1995) — произведение, посвящённое празднику Навруз, в котором используются хоровое исполнение и симфонический оркестр.
- «Симфоническая поэма о Родине» (2002) — крупное симфоническое произведение, посвящённое природным красотам и культурному наследию Таджикистана.
- Романс на слова Мумина Каноата "Не уходи, лебедь моя" — произведение, посвящённое теме любви и человеческих эмоций.
- Поэма для голоса и камерного оркестра "Поэма любви" на стихи Низами Гянджеви.
- Романс на слова Сергея Есенина "Спросил я её" — произведение, отражающее русскую лирическую поэзию в сочетании с восточными мотивами.

## Международное признание
Творчество Лолы Толис получило признание не только в Таджикистане, но и за его пределами. Её произведения исполнялись на международных фестивалях современной музыки в Германии, США и России, а также в таких крупных городах, как Москва, Алматы и Ереван. Её работы ценятся за глубокое понимание таджикского музыкального наследия и его органичное сочетание с современными тенденциями, что делает её одним из ведущих композиторов Центральной Азии.

## Награды и признания
- Лауреат премии Союза композиторов Таджикистана за выдающиеся достижения в музыке (2005).
- Награждена медалью «За заслуги в культуре и искусстве» (2010).